# Municipio de Sheridan (condado de Crawford)
El municipio de Sheridan (en inglés: Sheridan Township) es un municipio ubicado en el condado de Crawford en el estado estadounidense de Kansas. En el año 2010 tenía una población de 1451 habitantes y una densidad poblacional de 7,01 personas por km².

## Geografía
El municipio de Sheridan se encuentra ubicado en las coordenadas 37°23′55″N 94°52′7″O / 37.39861, -94.86861. Según la Oficina del Censo de los Estados Unidos, el municipio tiene una superficie total de 206.97 km², de la cual 204,86 km² corresponden a tierra firme y (1,02 %) 2,11 km² es agua.

## Demografía
Según el censo de 2010, había 1451 personas residiendo en el municipio de Sheridan. La densidad de población era de 7,01 hab./km². De los 1451 habitantes, el municipio de Sheridan estaba compuesto por el 97,24 % blancos, el 0,21 % eran afroamericanos, el 0,55 % eran amerindios, el 0,07 % eran asiáticos, el 0,21 % eran de otras razas y el 1,72 % eran de una mezcla de razas. Del total de la población el 1,72 % eran hispanos o latinos de cualquier raza.